# Håkan Alexandersson
Håkan Björn Mauritz Alexandersson, nascut el 21 d'abril de 1940 a Mariesstad, mort l'1 de març 2004 a la parròquia de Vantörs a Estocolm, era un director de cinema suec.
Alexandersson va estudiar a Konstfack. Va pensar a convertir-se en pintor i bateria de jazz, però va descobrir que el cinema també englobava aquestes formes d'expressió. Juntament amb Carl Johan De Geer, va produir una sèrie de pel·lícules.
L'any 2004 va debutar pòstumament com a escriptor amb la novel·la Magister Hoffmann. La novel·la es va concebre per primera vegada com un guió de pel·lícula, però es va reelaborar en un llibre. Va morir de càncer el mes abans del seu llançament. Una selecció dels seus textos breus en prosa es va publicar l'any següent al volum Poste restante.
Håkan Alexandersson està enterrat a Skogskyrkogården a Estocolm.

## Filmografia
- 1973 – Tårtan
- 1983 – Privatdetektiven Kant
- 1987 – Res aldrig på enkel biljett
- 1987 – Spårvagn till havet
- 1989 – Nils Olof Andersson (N.O.A)
- 1990 – Werther
- 1991 – Rabarber, rabarber, rabarber
- 1992 – Hammar
- 1999 – Åteln igen
- 2001 – Evert
- 2003 – Grötmyndigheten
- 2004 – Mannen på gatan

## Guionista
- 1975 – Vad ska Joel göra?